# Comuna Gornji Bogićevci, Slavonski Brod-Posavina
Gornji Bogićevci este o comună în cantonul Slavonski Brod-Posavina, Croația, având o populație de 1.975 de locuitori (2011).

## Demografie
Componența etnică a comunei Gornji Bogićevci
     Croați (88,81%)
     Sârbi (8,96%)
     Necunoscut (0,51%)
     Neclasificat (1,67%)
Componența confesională a comunei Gornji Bogićevci
     Catolici (87,75%)
     Ortodocși (9,27%)
     Necunoscută (0,76%)
     Alte religii (2,23%)
Conform recensământului din 2011, comuna Gornji Bogićevci avea 1.975 de locuitori. Din punct de vedere etnic, majoritatea locuitorilor (88,81%) erau croați, cu o minoritate de sârbi (8,96%). Apartenența etnică nu este cunoscută în cazul a 0,51% din locuitori. Din punct de vedere confesional, majoritatea locuitorilor (87,75%) erau catolici, cu o minoritate de ortodocși (9,27%). Pentru 0,76% din locuitori nu este cunoscută apartenența confesională.